# Ведмеді (субкультура)

Прапор Міжнародного братства Ведмедів.

Ведмеді (калька з англ. gay bear — гей-ведмідь) — субкультура гомо - і бісексуальних дорослих чоловіків, що відрізняються волосистістю тіла (насамперед, волосистістю на грудях, животі і на лобку), а також наявністю бороди і вусів. До ведмедів часто відносять «Чабів» — геїв з надмірною вагою, що є не зовсім вірним. «Ведмеді» можуть мати надлишкову вагу, але не кожен гомосексуал з надмірною вагою є «ведмедем».

## Історія виникнення терміна

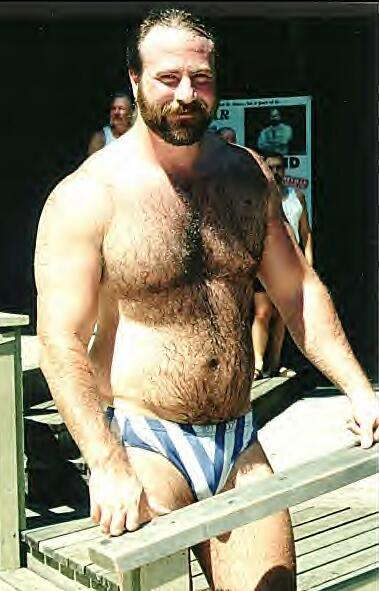
Гей-порноактор Джек Редкліфф.

Ведмеді в Сан-Франциско в 2007 році.

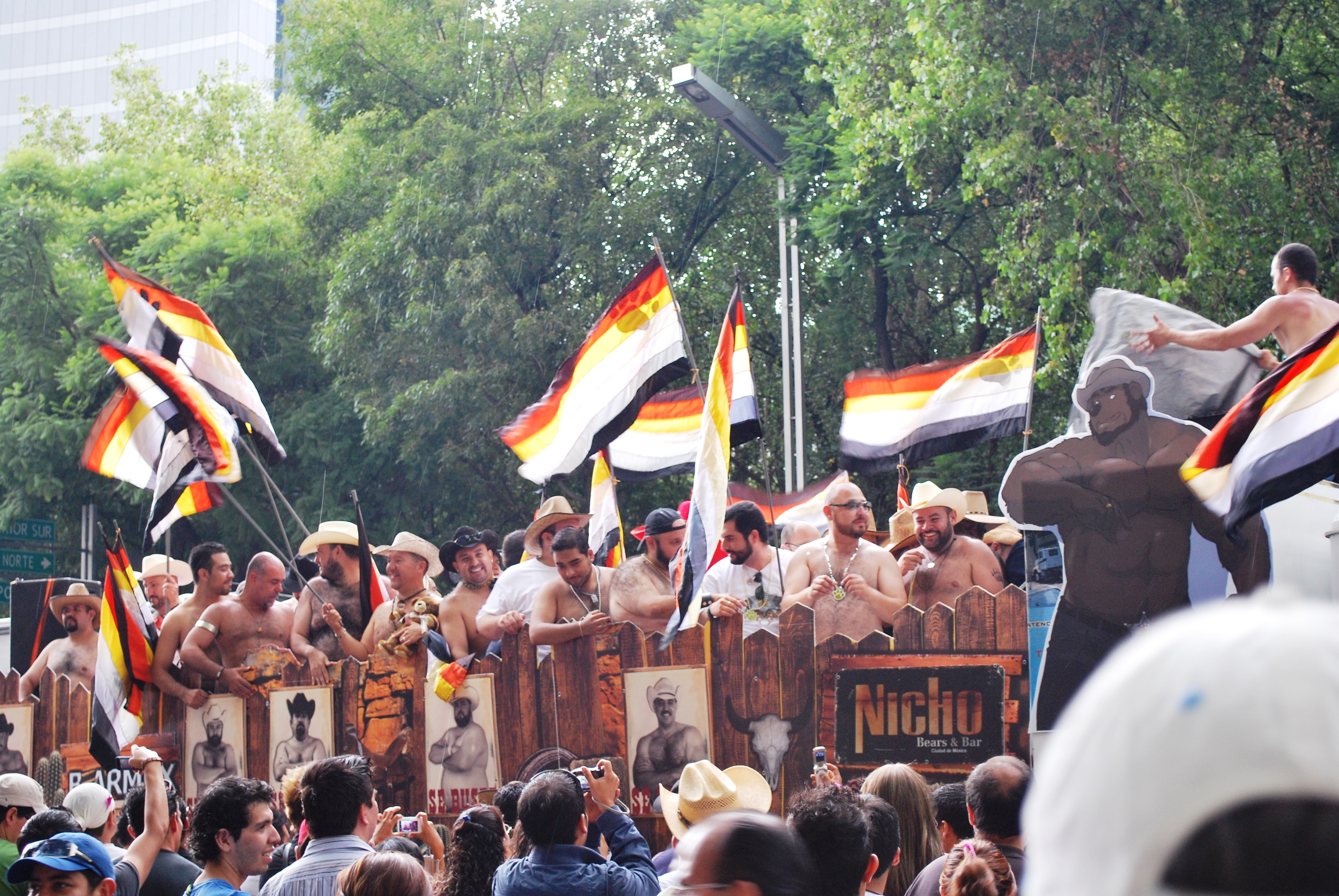
«Ведмеді» на гей-параді в Мехіко в 2009 році.

Гей-культура ведмедів зародилася наприкінці 1970-х — початку 1980-х років в США (в першу чергу в штаті Каліфорнія) як відповідна реакція на традиційну суспільну стереотипизацію гомосексуальних чоловіків як ніжних і жіночних, в рамки якої значна частина геїв США вже не укладалася і не бажала укладатися.
Подібний соціальний протест проти жіночності був не в останню чергу пов'язаний з поширенням в США, особливо в Лос-Анджелесі, з його сильним голлівудським впливом моди на фітнес-центри, бодібілдинг, збільшення споживання м'язових стероїдів для додання тілу яскраво виражених, часто гіпертрофованих мужніх форм.
Маскулінність скоро вийшла на перше місце серед бажаних рис гей-культури і значно потіснила традиційне зніжене сприйняття геїв, хоча повністю і не виключило його. Зніжені, жіночні геї були змушені просто окреслити нові кордони своїх субкультур з їх власними атрибутами, оскільки багато гей-спільноти в цей період включилися в процес активної маскулінізації (straight acting).

## Характеристика ведмедів
В теперішній час  «ведмеді» — це повністю сформована  за останні  30 років субкультура, у якій  вже виробились свої стереотипи, а також цілий набір атрибутів, соціальних і статевих ролей.
Типові «ведмеді» — це дорослі чоловіки, які мають щільну, кремезну (іноді повну) статуру, волохате тіло, носять бороди і вуса. Вони позбавлені жіночих рис і не імітують жінок.
Залежно від соціальної ролі, віку і статури в ведмежій гей-культурі виділяються також «ведмежата», «цуценята», «видри», «вовки», «горили» і т. д. Так, ведмежатами зазвичай є молоді «ведмеді» кремезної статури з бородою молодше 35 років. «Цуценятами» називають молодих «ведмедів» кремезної статури з бородою, які часто виконують пасивну роль. «Вовки» — сухорляві, високі, зазвичай активні геї без рослинності на обличчі будь-якого віку. «Видри» —  сухорляві, іноді універсальні геї невисокого зросту, атлетичної статури, часто з рясним волосяним покривом тіла.

## Рух ведмедів
З початку 90-х років американські гей-спільноти ведмедів активно поширили свій вплив і на інші країни світу. Серед них Канада, Мексика, Іспанія, Швеція, Велика Британія і т. д. Міжнародним центром ведмежої гей-культури традиційно був Сан-Франциско (США). Останнім часом також і мексиканська столиця — місто Мехіко. В Європі з початку 2000-х років їх затьмарила Барселона (Іспанія), в якій кожен рік проводяться загальноєвропейський гей-парад для «ведмедів», на яких вони надягають свій символ — чорні шкіряні жилети на голе тіло.

## Термінологія
Каб  — молодий  гей-ведмідь.
Чаб –  гей-ведмідь з надлишковою вагою або ожирінням.
Урсула — лесбійка-ведмідь.
Панда (або Panda Bear) — гей-ведмідь азійського походження. 
Білий ведмідь –  гей-ведмідь літнього віку, чиє обличчя та тіло має  сиву волосистіть.